# بوغانيم (أصادص)
بوغانيم هو دُوَّار يقع بجماعة أصادص، إقليم تارودانت، جهة سوس ماسة في المملكة المغربية. ينتمي الدوّار لمشيخة أصادص التي تضم 33 دوار. يقدر عدد سكانه بـ 2008 نسمة حسب الإحصاء الرسمي للسكان والسكنى لسنة 2004.

### تقديم
يُعتبر فن بوغانيم شكلًا من أشكال التعبير الفني الأمازيغي التقليدي، يتميز بمؤلفاته الشعرية والموسيقية. يُمارس هذا الفن في بعض المناطق المحددة ويرتبط بالعروض الثقافية التي تتضمن الموسيقى والرقص والترفيه.

#### أصل التسمية
مصطلح "بوغانيم" يأتي من اللغة الأمازيغية ويعني "عازف الناي". كلمة "أغانيم" تعني "القصب"، المادة التقليدية المستخدمة لصنع الناي. سميت الرقصة والفرق تيمناً بعازف الناي.

#### التعريف
يقدم فنانو بوغانيم الترفيه من خلال موسيقاهم وأغانيهم. تتضمن عروضهم غالباً مقاطع قصيرة، مصحوبة بحركات بهلوانية، ورقص، ونكات، وتقليد لأصوات الحيوانات مثل الديك، والدجاجة، والكلب، والقط. يُمارس هذا الفن تقليدياً من قبل الرجال، بينما يمكن للنساء المشاركة في بعض المناسبات.

#### مناطق الممارسة
يرتبط فن بوغانيم بشكل خاص بقبائل أمازيغية في مناطق أيت بوغماز، أيت حديدو، وأيت يحيى. ساهمت هذه المناطق في نشر هذا الفن عبر المناطق الأمازيغية في الأطلس المتوسط والكبير. لم تتمكن قبائل أمازيغية أخرى، مثل أيت بوزمور، كروان، أيت نظير، أيت يوسي، أيت مييل، أيت سخمان، وزيان، من إنتاج فنانين بوغانيم بنفس المستوى.

#### فرق بوغانيم
تتكون فرقة بوغانيم النموذجية في منطقة أيت بوغماز من أربعة رجال وأربع نساء. ترتدي النساء الملابس التقليدية الأمازيغية البيضاء ويرقصن على إيقاعات الطبول والناي، بينما يعزف الرجال على الطبول والناي. يكون عازف الناي هو الشخصية المركزية، حيث يقود العرض وهو يدور حول نفسه وعيناه موجهتان نحو الأرض، بينما يرقص أعضاء الفرقة الآخرون في دائرة حوله وعينهم موجهة أيضاً نحو الأرض.

#### الممارسات الثقافية
في قبائل أيت بوغماز وأيت عباس وأيت بلال، تُدعى فرق بوغانيم لإحياء حفلات الزفاف وحفلات الختان. تتميز الاحتفالات بالرقصات والأغاني الأمازيغية التقليدية.

## روابط خارجية
- البوابة الوطنية للجماعات الترابية نسخة محفوظة 12 مارس 2018 على موقع واي باك مشين.
- المندوبية السامية للتخطيط